# C. S. Lewis
Clive Staples Lewis (prescurtat C. S. Lewis; n. 29 noiembrie 1898, Belfast, Regatul Unit al Marii Britanii și Irlandei – d. 22 noiembrie 1963, Oxford, Anglia, Regatul Unit) a fost un scriitor și cadru universitar britanic, cunoscut pentru scrierile sale despre literatura medievală, apologiile creștine, lucrările de critică și romanele de ficțiune, în special ciclul narativ pentru copii Cronicile din Narnia.
Lewis a fost bun prieten cu John Ronald Reuel Tolkien, autorul celebrului roman Stăpânul inelelor. Amândoi au fost profesori de literatură la Universitatea din Oxford și sufletul grupului literar the Inklings.

## Biografie
Clive Staples Lewis s-a născut în Belfast, Irlanda, la 29 noiembrie 1898. Fiul al lui Albert James Lewis (1863–1929), descendentul unor fermieri galezi, și Flora Augusta Hamilton Lewis (1862–1908), fată de preot catolic.
În tinerețe, C. S. Lewis s-a îndepărtat de credința în Dumnezeu. În timpul studenției, a publicat o colecție de poeme cu titlul Spirite înrobite (Spirits in Bondage), din care face parte și Pâinea noastră cea de toate zilele, unde spunea: „Nu avem nevoie de cuvinte barbare, nici de farmec sacru/ Ca să stârnim necunoscutul.” - traducere de Nicoleta Samson). Va deveni credincios în urma lungilor discuții purtate cu prietenul său J.R.R. Tolkien, preferând însă cultul anglican celui catolic. O mare influență asupra lui Lewis a avut și Owen Barfield (1898 - 1997), pe care l-a cunoscut în 1919.
C.S. Lewis își descrie pe larg convertirea în autobiografia sa, Surprised by Joy, publicată și în limba română: Surprins de Bucurie, trad. Emanuel Conțac, prefață de Walter Hooper, Humanitas, București, 2008.
C. S. Lewis s-a căsătorit cu Joy Gresham. Aceasta avea doi fii (David și Douglas) în urma căsniciei cu scriitorul William Gresham, de care s-a despărțit deoarece acesta era alcoolic. Însă, după ce s-a plâns de o durere de șold, a fost diagnosticată cu cancer osos.  Ea a murit în 1960, dar Lewis a continuat să-i crească pe băieții ei.
La începutul lunii iunie 1961, Lewis s-a îmbolnăvit de nefrită. Ca urmare a suferinței, și-a întrerupt activitatea la catedră. În primăvara lui 1963 părea că și-a revenit în puteri, însă în 15 iulie s-a simțit din nou rău și în ziua următoare a făcut un preinfarct. În august, și-a înaintat demisia. Un blocaj renal i-a pecetluit soarta. A murit în 22 noiembrie, cu o săptămână înainte de împlinirea vârstei de 65 de ani, în ziua când a fost asasinat președintele american John F. Kennedy la Dallas. În aceeași zi a murit și Aldous Huxley, autorul celebrului roman Minunata lume nouă. C. S. Lewis este celebrat în calendarul Bisericii Anglicane în data de 22 noiembrie.

## Cariera

### Profesor universitar

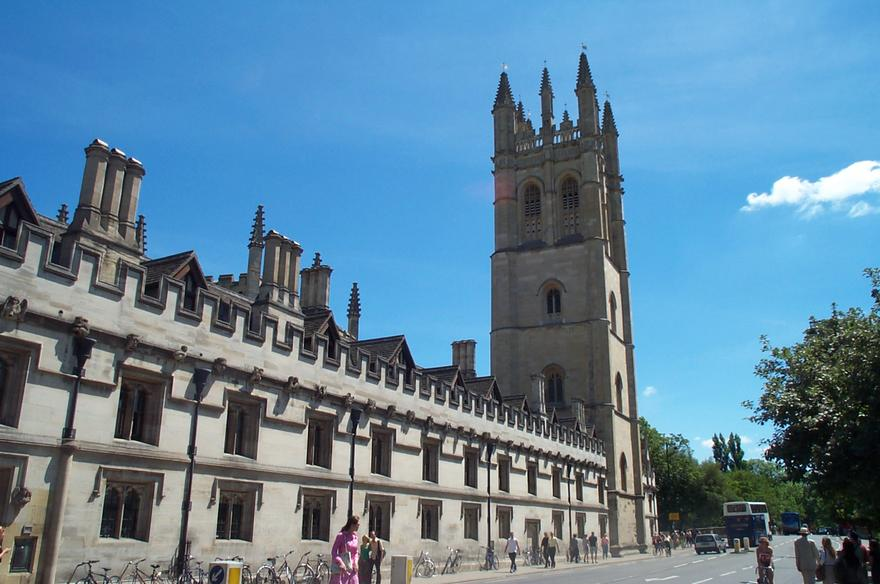
Magdalen College

C. S. Lewis a devenit 'fellow'  la Magdalen College, Oxford, în 1925, unde a predat vreme de aproape trei decenii, până în 1954, când a fost numit profesor la Universitatea din Cambridge.

### Scriitorul
Trilogia spațială este alcătuită din trei volume: Departe de planeta tăcută (Out of the Silent Planet), Perelandra și Hidoasa fortăreață (That Hideous Strength). Mihaela Morariu consideră că ele sunt mai apropiate de scrierile lui Ray Bradbury ori David Lindsay decât de scrierile unor „profeți sociali”, precum Aldous Huxley ori George Orwell. Eroul principal este profesorul dr. Elwin Ransom („ransom”=„răscumpărare”) personaj ce prezintă unele asemănări cu J.R.R. Tolkien.
Între scrierile sale din perioada profesoratului de la Cambridge se numără Reflections on the Psalms (Meditații la Psalmi, trad. Emanuel Conțac, Humanitas, București, 2013).

## Critici
În ciuda popularității lor, lucrările lui C.S. Lewis au fost aspru criticate. Cunoscutul ciclu al Cronicilor din Narnia a fost acuzat că face propagandă religioasă, este marcat de misoginism, rasism și sadism emoțional. Dan Barker, un preot devenit ateu, critică Mere Christianity în volumul Losing Faith in Faith: From Preacher to Atheist, considerând că istoria este plină de exemple tragice, provocate de "moralitatea creștină". Apologiile creștine constituie subiectul volumelor C. S. Lewis and the Search for Rational Religion de John Beversluis și God's Defenders: What They Believe and Why They Are Wrong de S. T. Joshi.

### Studii și eseuri
- The Allegory of Love: A Study in Medieval Tradition (1936)
- Rehabilitations and other essays (1939) — with two essays not included in Essay Collection (2000)
- The Personal Heresy: A Controversy (with E. M. W. Tillyard, 1939)
- The Problem of Pain (1940)
- A Preface to Paradise Lost (1942)
- The Abolition of Man (1943)
- Beyond Personality (1944)
- Miracles: A Preliminary Study (1947, revised 1960)
- Arthurian Torso (1948; on Charles Williams's poetry)
- Mere Christianity (1952; based on radio talks of 1941–1944)
- English Literature in the Sixteenth Century Excluding Drama (1954); 1975 reprint ISBN 0198812981;
- Major British Writers, Vol I (1954), Contribution on Edmund Spenser
- Surprised by Joy: The Shape of My Early Life (1955; autobiography)
- Reflections on the Psalms (1958)
- The Four Loves (1960)
- Studies in Words (1960)
- An Experiment in Criticism (1961)
- A Grief Observed (1961; first published under the pseudonym «N. W. Clerk»)
- Selections from Layamon's Brut (ed. G L Brook, 1963 Oxford University Press) introduction
- Prayer: Letters to Malcolm (1964)
- The Discarded Image: An Introduction to Medieval and Renaissance Literature (1964)
- Studies in Medieval and Renaissance Literature (1966) — not included in Essay Collection (2000)
- Spenser's Images of Life (ed. Alastair Fowler, 1967)
- Letters to an American Lady (1967)
- Christian Reflections (1967; essays and papers)
- Selected Literary Essays (1969) — not included in Essay Collection (2000)
- God in the Dock: Essays on Theology and Ethics (1970), = Undeceptions (1971) — all included in Essay Collection (2000)
- Of Other Worlds (1982; essays) — with one essay not included in Essay Collection
- Present Concerns (1986; essays)
- All My Road Before Me: The Diary of C. S. Lewis 1922–27 (1993)
- Essay Collection: Literature, Philosophy and Short Stories (2000)
- Essay Collection: Faith, Christianity and the Church (2000)
- Collected Letters, Vol. I: Family Letters 1905–1931 (2000)
- Collected Letters, Vol. II: Books, Broadcasts and War 1931–1949 (2004)
- Collected Letters, Vol. III: Narnia, Cambridge and Joy 1950–1963 (2007)
- The Business Of Heaven:Daily Readings From C.S.Lewis ed. Walter Hooper, 1984, Harvest Book, Harcourt, Inc.

### Ficțiune
- The Pilgrim's Regress (1933)
- Space Trilogy
  - Out of the Silent Planet (1938)
  - Perelandra (1943)
  - That Hideous Strength (1946)
- The Screwtape Letters (1942)
- The Great Divorce (1945)
- The Chronicles of Narnia
  - The Lion, the Witch and the Wardrobe (1950)
  - Prince Caspian (1951)
  - The Voyage of the Dawn Treader (1952)
  - The Silver Chair (1953)
  - The Horse and His Boy (1954)
  - The Magician's Nephew (1955)
  - The Last Battle (1956)
- Till We Have Faces (1956)
- Screwtape Proposes a Toast (1961) (an addition to The Screwtape Letters)
- Letters to Malcolm: Chiefly on Prayer (1964)
- The Dark Tower and other stories (1977)
- Boxen: The Imaginary World of the Young C. S. Lewis (ed. Walter Hooper, 1985)

### Poezie
- Spirits in Bondage (1919; published under pseudonym Clive Hamilton)
- Dymer (1926; published under pseudonym Clive Hamilton)
- Narrative Poems (ed. Walter Hooper, 1969; includes Dymer)
- The Collected Poems of C. S. Lewis (ed. Walter Hooper, 1994; includes Spirits in Bondage)

## Cărți și articole: surse secundare
- John Beversluis, C. S. Lewis and the Search for Rational Religion. Eerdmans, 1985. ISBN 0-8028-0046-7
- Humphrey Carpenter, The Inklings: C. S. Lewis, J. R. R. Tolkien, Charles Williams and their friends.  George Allen & Unwin, 1978. ISBN 0-04-809011-5
- Joe R. Christopher & Joan K. Ostling, C. S. Lewis: An Annotated Checklist of Writings about him and his Works. Kent State University Press, n.d. (1972). ISBN 0-87338-138-6
- James Como, Branches to Heaven: The Geniuses of C. S. Lewis, Spence, 1998.
- James Como, Remembering C. S. Lewis (3rd ed. of C. S. Lewis at the Breakfast Table).  Ignatius, 2006
- Michael Coren, The Man Who Created Narnia: The Story of C.S. Lewis.  Eerdmans Pub Co, Reprint edition 1996. ISBN 0-8028-3822-7
- Colin Duriez and David Porter, The Inklings Handbook: The Lives, Thought and Writings of C. S. Lewis, J. R. R. Tolkien, Charles Williams, Owen Barfield, and Their Friends.  2001, ISBN 1-902694-13-9
- Colin Duriez, Tolkien and C.S. Lewis: The Gift of Friendship.  Paulist Press, 2003. ISBN 1-58768-026-2
- Bruce L. Edwards, Not a Tame Lion: The Spiritual World of Narnia. Tyndale. 2005. ISBN 1414303815
- Bruce L. Edwards, Further Up and Further In: Understanding C. S. Lewis’s The Lion, the Witch, and the Wardrobe. Broadman and Holman, 2005. ISBN 0805440704
- Bruce L. Edwards, General Editor, C. S. Lewis: Life, Works, and Legacy. 4 Vol. Praeger Perspectives, 2007. ISBN 0275991164
- Bruce L. Edwards, Editor. The Taste of the Pineapple: Essays on C. S. Lewis as Reader, Critic, and Imaginative Writer. The Popular Press, 1988. ISBN 0879724072
- Bruce L. Edwards, A Rhetoric of Reading: C. S. Lewis's Defense of Western Literacy. Center for the Study of Chrfistian Values in Literature, 1986. ISBN 0939555018
- Alastair Fowler, 'C.S. Lewis: Supervisor', Yale Review, Vol. 91, No. 4 (October 2003).
- Jocelyn Gibb (ed.), Light on C. S. Lewis.  Geoffrey Bles, 1965 & Harcourt Brace Jovanovich 1976. ISBN 0-15-652000-1
- Douglas Gilbert & Clyde Kilby, C.S. Lewis: Images of His World. Eerdmans, 1973 & 2005. ISBN 0-8028-2800-0
- Diana Pavlac Glyer The Company They Keep: C. S. Lewis and J. R. R. Tolkien as Writers in Community. Kent State University Press. Kent Ohio. 2007. ISBN 978-0-87338-890-0
- David Graham (ed.), We Remember C.S. Lewis. Broadman & Holman Publishers, 2001. ISBN 0-8054-2299-4
- Roger Lancelyn Green & Walter Hooper, C. S. Lewis: A Biography. Fully revised & expanded edition. HarperCollins, 2002. ISBN 0-00-628164-8
- Douglas Gresham, Jack's Life: A Memory of C.S. Lewis.  Broadman & Holman Publishers, 2005. ISBN 0-8054-3246-9
- Douglas Gresham, Lenten Lands: My Childhood with Joy Davidman and C.S. Lewis. HarperSanFrancisco, 1994. ISBN 0-06-063447-2
- William Griffin, C.S. Lewis: The Authentic Voice.  (Formerly C.S. Lewis: A Dramatic Life) Lion, 2005.  ISBN 0-7459-5208-9
- Joel D. Heck, Irrigating Deserts: C. S. Lewis on Education. Concordia Publishing House, 2006. ISBN 0-7586-0044-5
- David Hein, "A Note on C. S. Lewis's The Screwtape Letters." The Anglican Digest 49.2 (Easter 2007): 55-58. Argues that Lewis's portrayal of the activity of the Devil was influenced by contemporary events--in particular, by the threat of a Nazi invasion of Britain in 1940.
- David Hein and Edward Hugh Henderson, eds., Captured by the Crucified: The Practical Theology of Austin Farrer. New York and London: T & T Clark / Continuum, 2004.  A study of Lewis's close friend the theologian Austin Farrer, this book also contains material on Farrer's circle, "the Oxford Christians," including C. S. Lewis.
- Walter Hooper, C. S. Lewis: A Companion and Guide. HarperCollins, 1996. ISBN 0-00-627800-0
- Walter Hooper, Through Joy and Beyond: A Pictorial Biography of C. S. Lewis. Macmillan, 1982. ISBN 0-02-553670-2
- Alan Jacobs, The Narnian: The Life and Imagination of C.S. Lewis. HarperSanFrancisco, 2005. ISBN 0-06-076690-5
- Carolyn Keefe, C.S. Lewis: Speaker & Teacher. Zondervan, 1979.  ISBN 0-310-26781-1
- Clyde S. Kilby, The Christian World of C. S. Lewis. Eerdmans, 1964, 1995. ISBN 0-8028-0871-9
- W.H. Lewis (ed), Letters of C.S. Lewis. Geoffrey Bles, 1966. ISBN 0-00-242457-6
- Kathryn Lindskoog, Light in the Shadowlands: Protecting the Real C. S. Lewis. Multnomah Pub., 1994. ISBN 0-88070-695-3
- Susan Lowenberg, C. S. Lewis: A Reference Guide 1972–1988. Hall & Co., 1993. ISBN 0-8161-1846-9
- Wayne Mardindale & Jerry Root, The Quotable Lewis. Tyndale House Publishers, 1990.  ISBN 0-8423-5115-9
- Markus Mühling, "A Theological Journey into Narnia. An Analysis of the Message beneath the Text", Vandenhoeck & Ruprecht, Göttingen 2005, ISBN 3-525-60423-8
- Joseph Pearce, C. S. Lewis and the Catholic Church. Ignatius Press, 2003. ISBN 0-89870-979-2
- Thomas C. Peters, Simply C.S. Lewis. A Beginner's Guide to His Life and Works. Kingsway Publications, 1998. ISBN 0-85476-762-2
- Justin Phillips, C.S. Lewis at the BBC: Messages of Hope in the Darkness of War. Marshall Pickering, 2003.  ISBN 0-00-710437-5
- Victor Reppert, C.S. Lewis's Dangerous Idea: In Defense of the Argument from Reason. InterVarsity Press, 2003. ISBN 0-8308-2732-3
- George Sayer, Jack: C. S. Lewis and His Times. Macmillan, 1988. ISBN 0-333-43362-9
- Peter J. Schakel, Imagination and the Arts in C. S. Lewis: Journeying to Narnia and Other Worlds.  University of Missouri Press, 2002. ISBN 0-8262-1407-X
- Peter J. Schakel. Reason and Imagination in C. S. Lewis: A Study of "Till We Have Faces." Available online. Eerdmans, 1984. ISBN 0-8028-1998-2
- Peter J. Schakel, ed. The Longing for a Form: Essays on the Fiction of C. S. Lewis. Kent State University Press, 1977. ISBN 0-87338-204-8
- Peter J. Schakel and Charles A. Huttar, ed. Word and Story in C. S. Lewis. University of Missouri Press, 1991. ISBN 0-8262-0760-X
- Stephen Schofield. In Search of C.S. Lewis. Bridge Logos Pub. 1983. ISBN 0-88270-544-X
- Jeffrey D. Schultz and John G. West, Jr. (eds.), The C.S. Lewis Readers' Encyclopedia. Zondervan Publishing House, 1998. ISBN 0-310-21538-2
- G. B. Tennyson (ed.), Owen Barfield on C.S. Lewis. Wesleyan University Press, 1989. ISBN 0-8195-5233-X.
- Richard J. Wagner.  C.S. Lewis and Narnia for Dummies. For Dummies, 2005. ISBN 0-7645-8381-6
- Andrew Walker, Patrick James (ed.), Rumours of Heaven: Essays in Celebration of C.S. Lewis, Guildford: Eagle, 1998, ISBN 0863472508
- Chad Walsh, C. S. Lewis: Apostle to the Skeptics. Macmillan, 1949.
- Chad Walsh, The Literary Legacy of C. S. Lewis. Harcourt Brace Jovanovich, 1979. ISBN 0-15-652785-5.
- George Watson (ed.), Critical Essays on C. S. Lewis. Scolar Press, 1992. ISBN 0-85967-853-9
- Michael White, C.S. Lewis: The Boy Who Chronicled Narnia.  Abacus, 2005.  ISBN 0-349-11625-3
- A. N. Wilson, C. S. Lewis: A Biography. W. W. Norton, 1990. ISBN 0-393-32340-4